# Roger Crowley
Roger Crowley (ur. 1951) – brytyjski pisarz, autor książek historycznych. 
Absolwent anglistyki Cambridge University. Zajmuje się dziejami świata śródziemnomorskiego w okresie średniowiecza i czasów nowożytnych. 

## Wybrane publikacje
- City of Fortune: How Venice won and lost a naval empire, 2011.

## Publikacje w języku polskim
- 1453 - upadek Konstantynopola, przeł. Agnieszka Weseli-Ginter, Warszawa: Wydawnictwo Amber 2006 (wyd. 2. popr. - 2013).
- Morskie imperia: batalia o panowanie na Morzu Śródziemnym 1521-1580, przeł. Tomasz Hornowski, Poznań: Dom Wydawniczy Rebis 2012.
- Zdobywcy. Jak Portugalczycy zdobyli Ocean Indyjski i stworzyli pierwsze globalne imperium. przeł. Tomasz Hornowski,Poznań: Dom Wydawniczy Rebis 2016.